# Jeg er heks
Jeg er heks er en dansk dokumentarfilm fra 2013 instrueret af Siri Frederiksen og Søren Skovgaard Pedersen.

## Handling
Stella Nielsen og Rasmus Rasmussen er hekse. De praktiserer det på meget forskellige måder - den ene som religiøs wiccaner, den anden på sin helt egen facon. Via dem tegnes et billede af nutidens moderne hekse og de forskellige livsstile, som kan knytter sig til fænomenet.